# Sophie Mannerheim
Eva Charlotta Lovisa Sofia (Sophie) Mannerheim, född 21 december 1863 i Helsingfors, död 9 januari 1928 i Helsingfors, var en finlandssvensk friherrinna och sjuksköterska.

## Biografi
Sophie Mannerheim var dotter till greve Carl Robert Mannerheim och Hedvig Charlotta Helena Mannerheim, född von Julin. Hon var syster till Carl Mannerheim, Gustaf Mannerheim,  Johan Mannerheim och Eva Mannerheim-Sparre.
Sophie Mannerheim arbetade på bank i sex år innan hon gifte sig med kammarherren greve Hjalmar Linder 1896. Äktenskapet upplöstes dock redan 1899, varefter hon läste vårdkunskap vid Florence Nightingale -skolan Nightingale Training School for Nurses i St. Thomas Hospital i London. Hon utexaminerades 1902 och återvände till Finland, där hon i september 1904 utnämndes till översköterska vid Kirurgiska sjukhuset i Helsingfors. Året därefter valdes hon till ordförande för Sjuksköterskeföreningen i Finland där hon var verksam fram till 1926. Mannerheim innehade samma befattning i det Internationella sjuksköterskeförbundet (ICN) 1922–1925. Hon arbetade aktivt för att omforma, stärka och höja sjuksköterskeyrkets status. Tillsammans med den finländska barnläkaren Arvo Ylppö grundade Sophie Mannerheim sjukhuset Barnets borg i Helsingfors, och de samarbetade även i Mannerheims barnskyddsförbund.

## Utmärkelser
- Florence Nightingale-medaljen,  1925[1][2]

[Redigera Wikidata]